# ناكلز (مسلسل)
ناكلز (بالإنجليزية: Knuckles) هو مسلسل مصغر استنادًا إلى سلسلة ألعاب الفيديو القنفذ سونيك التي نشرتها سيجا. بطل المسلسل هو النضناض ناكلز تم عرض مسلسل على قناة باراماونت+ في 26 أبريل 2024 المكون من 6 الحلقات .

## روابط خارجية
- ناكلز (مسلسل) على موقع IMDb (الإنجليزية)
- ناكلز (مسلسل) على موقع ميتاكريتيك (الإنجليزية)
- ناكلز (مسلسل) على موقع فيلمافينيتي (الإسبانية)
- ناكلز (مسلسل) على موقع كينوبويسك (الروسية)
- ناكلز (مسلسل) على موقع ألو سيني (الفرنسية)
- ناكلز (مسلسل) على موقع قاعدة بيانات الفيلم (الإنجليزية)
- ناكلز (مسلسل) على موقع ANN anime (الإنجليزية)